# 易富賢
易富賢，湖南省洪江市人，人口學家，現爲美國威斯康星大学麦迪逊分校婦產科高級研究員，長期關注中國人口問題，以其2007年出版的著作《大國空巢：走入歧途的中國計劃生育》而得到關注。

## 生平
易富賢本科、硕士、博士畢業於中南大學湘雅醫學院，獲臨床醫學學士后，1996年获藥理學碩士学位，1999年获药理学博士學位。硕士、博士导师为郭兆贵，硕士学位论文题目为《释放的二磷酸腺苷通过稳定细胞内钙浓度而稳定血小板活化因子诱导的兔血小板聚集》，博士学位论文题目为《心内皮细胞腺苷三磷酸双磷酸酶的心血管效应及其机制研究》。
1999年至2002年，易在美國明尼蘇達大學、威斯康星醫學院做博士後，2002年起在威斯康星大學婦產科任研究員。二十世紀開始研究中國人口問題，反對計劃生育，曾發表多篇文章，接受國內外媒體的採訪，並在各個機構演講呼籲停止計劃生育。2007年，在香港出版《大國空巢：走入歧途的中國計劃生育》一書，該書的第二版於2013年由國務院發展研究中心的中國發展出版社出版，新增大量內容。
因反对计划生育，2016年被中国政府在网络封杀。

## 外部連結
- 易富賢的X（前Twitter）